# فيليب أبراو
فيليب أبراو مواليد 31 ديسمبر 1979 في لواندا - الوفاة 9 يناير 2019، كان لاعب كرة سلة أنغولي. لعب في الدوري الأنغولي لكرة السلة.

## روابط خارجية
- فيليب أبراو على موقع الاتحاد الدولي لكرة السلة (الإنجليزية)
- فيليب أبراو على موقع كرة السلة الأوروبية.كوم (الإنجليزية)
- فيليب أبراو على موقع ريلجم (الإنجليزية)